# Tadeusz Kołaczyński
Tadeusz Antoni Kołaczyński (ur. 7 września 1896 we Lwowie, zm. 25 stycznia 1963 w Londynie) – major Wojska Polskiego.

## Życiorys
Urodził się 7 września 1896 we Lwowie. Po zakończeniu I wojny światowej, jako były oficer Legii Akademickiej został przyjęty do Wojska Polskiego i zatwierdzony do stopnia podporucznika. Brał udział w obronie Lwowa. Był internowany w obozie w Kosaczowie. Został awansowany do stopnia kapitana w korpusie oficerów taborowych ze starszeństwem z dniem 1 czerwca 1919. W 1923, 1924 był p.o. zastępcy dowódcy 7 Dywizjonu Taborów w Poznaniu. W 1928 jako oficer przemianowanego 7 Szwadronu Taborów był przydzielony do 57 Pułku Piechoty także w Poznaniu. Następnie został zweryfikowany w stopniu kapitana w korpusie oficerów piechoty ze starszeństwem z dniem 1 czerwca 1919 i w 1932 pozostawał oficerem 57 Pułku Piechoty. W 1939 był kierownikiem referatu wydawnictw w Wojskowym Instytucie Naukowo-Oświatowym. Później został awansowany na stopień major.
Działał społecznie, był prezesem Związku Ziem Wschodnich RP. Po zakończeniu II wojny światowej pozostał na emigracji w Wielkiej Brytanii. Został członkiem Koła Lwowian w Londynie. Zmarł nagle 25 stycznia 1963 w Londynie. Był żonaty, miał syna.

## Ordery i odznaczenia
- Medal Niepodległości (3 czerwca 1933)[10]
- Srebrny Krzyż Zasługi (18 marca 1932)[11]